# 格罗夫利耶
格罗夫利耶（法語：Groffliers，法語發音：[ɡʁɔflije]）是法国上法蘭西大區加来海峡省的一个市镇，属于蒙特勒伊区。

## 地理
格罗夫利耶（50°23'5"N, 1°36'57"E）面积8.09 平方千米，位于法国上法蘭西大區加来海峡省，该省份为法国北部沿海省份，西北濒北海，南至索姆省，东临北部省。
与格罗夫利耶接壤的市镇（或旧市镇、城区）包括：韦尔通、瓦邦、贝尔克。

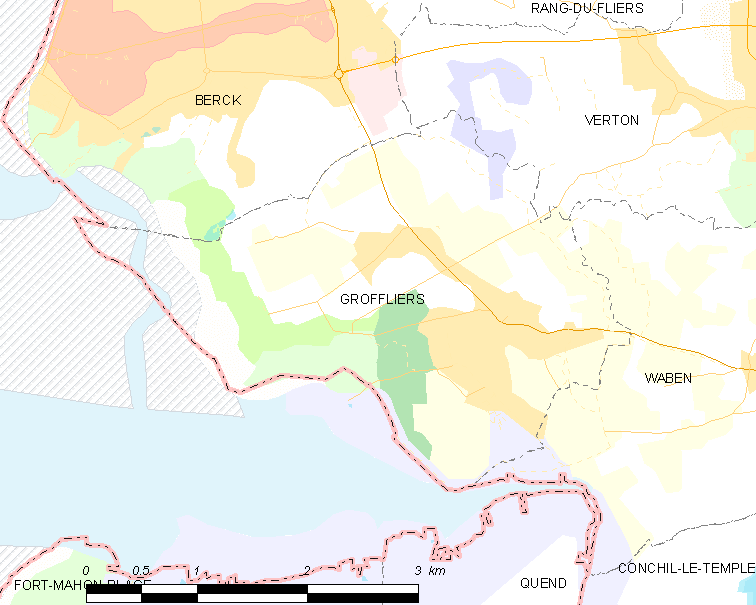
格罗夫利耶的OSM定位图

格罗夫利耶的时区为UTC+01:00、UTC+02:00（夏令时）。

## 行政
格罗夫利耶的邮政编码为62600，INSEE市镇编码为62390。

## 政治
格罗夫利耶所属的省级选区为贝尔克县。

## 人口

1962-2008年间格罗夫利耶人口变化图示

格罗夫利耶于2022年1月1日时的人口数量为1478人。